# Dihydrocapsaïcine
La dihydrocapsaïcine est une capsaïcinoïde, analogue à la capsaïcine dans les piments (Capsicum). Comme la capsaïcine, c'est un irritant. La dihydrocapsaïcine représente environ 22 % du mélange total de capsaïcinoïdes et a presque, mais pas tout à fait, le même goût piquant que la capsaïcine (échelle de Scoville : 15 000 000). La dihydrocapsaïcine pure est un composé lipophile incolore, inodore, de consistance cristalline à cireuse. Elle est soluble dans le diméthylsulfoxyde et l'éthanol à 100 %.

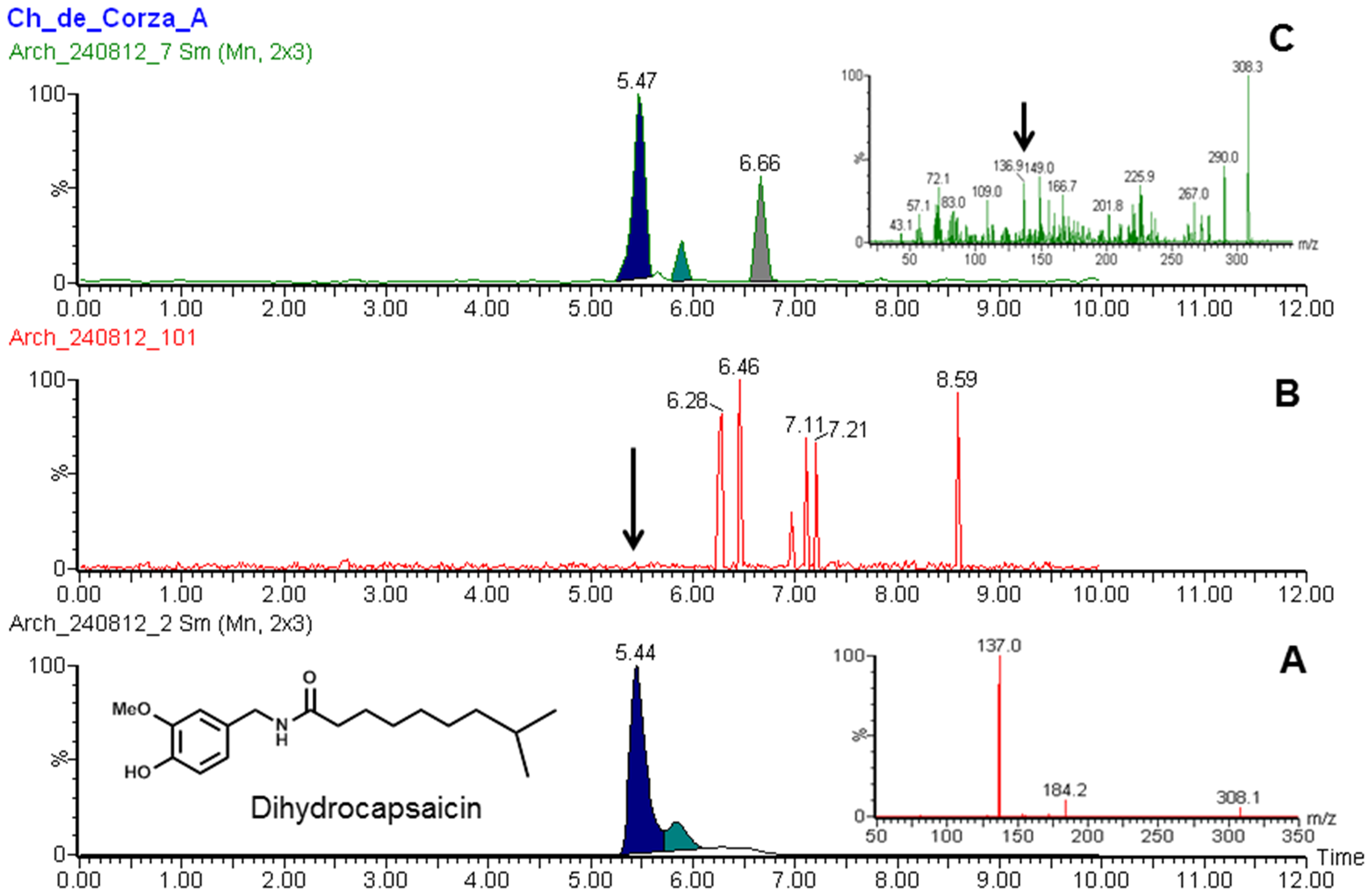
Spectrographie de masse en tandem de la dihydrocapsaïcine (échantillon A) et d'un autre échantillon (B). L'échantillon B confirme que le composé est trouvé dans les poteries préhispaniques du Mexique